# Google Tag Manager
Google Tag Manager (GTM) je systém pro správu měřicích kódů na webových stránkách. Jeho princip je takový, že se na web umístí pouze jeden kód a poté se již prostřednictvím webového rozhraní vkládají jednotlivé měřicí kódy. Tento postup velice usnadňuje a zrychluje práci s kódy (anglicky se označují jako tagy), kdy jsou z nasazení vynecháni programátoři.
Společnost Google jej představila 1. října 2012.

## Struktura GTM
GTM je strukturován do několika částí.

### Kontejnery
Kontejner je samotný kód, který se vkládá na všechny stránky webu těsně za otevírací HTML značku <body>. Je poté zodpovědný za spouštění vložených tagů. V podstatě jde o JavaScriptový kód, který navíc umí pracovat s dalšími částmi stránky pomocí maker. Kontejnerů může být v jednom účtu i více.

### Makra
Prostřednictvím maker lze pracovat s dalšími daty na stránce. Lze například zjistit titulek stránky, URL adresu, pracovat s HTTP referrer nebo pseudonáhodnými čísly.

### Datová vrstva
Pomocí datové vrstvy lze do kontejneru předávat data, se kterými mají měřicí kódy pracovat. Může jít například o hodnotu objednávky v e-shopu, interní označení návštěvníka apod. Datová vrstva musí být v kódu stránky inicializovaná ještě před samotným kontejnerem.

### Pravidla
Pravidla určují, na kterých stránkách, nebo množině stánek, se budou jednotlivé tagy zobrazovat. Můžeme například nadefinovat, že měřicí kód Google Analytics se bude zobrazovat na všech stránkách, nebo že tag pro měření transakcí v e-commerce se zobrazí pouze na tzv. děkovací stránce (stránka zobrazená po úspěšně dokončeném nákupu v e-shopu).

### Správa uživatelů
Google Tag Manager má také integrovanou správu uživatelů. Na hlavní úrovni lze stanovit, zda má uživatel přístup do celého účtu nebo pouze k vybraným kontejnerům. V rámci účtu lze poté nastavit právo pro čtení nebo pro čtení, zápis a správu. V rámci kontejnerů lze nastavit tři úrovně oprávnění:
- pouze pro čtení,
- pro čtení a zápis,
- pro čtení, zápis, mazání a publikaci.

## Omezení a nevýhody GTM
- GTM neumí pracovat s kódy, které obsahují JavaScript metodu document.write(). Jde například o měřicí kód od mYx pro vytváření heatmap.
- Data a měřicí kódy jsou uchovány u třetí strany – Googlu – což může být pro některé instituce s vysokým stupněm bezpečnosti nemyslitelné (často banky).
- Pouhým pohledem na kód stránky nelze určit, jaké kódy jsou na webu nasazené (kódy lze zjistit díky nástroji Tag Assistant). Může jít však i o výhodu skrývání implementace před konkurencí.
- Hrozba nabourání se do účtu a sledování citlivých dat.[2]

## Propojení s Google Webmaster Tools
Pomocí Google Tag Manageru lze od 13. června 2013 také ověřovat vlastnictví webu do Google Webmaster Tools. Díky tomu se stává Google Tag Manager jediným kódem, který je nutno vkládat na webové stránky, aby bylo možno využívat služeb Googlu jako je Google AdWords, Google Analytics nebo právě Google Webmaster Tools.

## Pomocník pro práci s GTM
Code Editor for GTM - zvýrazňovač zdrojového kódu v Google Tag Manageru.